# Jonas Källman
Jonas Källman (nacido el 17 de julio de 1981 en Växjö (Suecia)) es un exjugador de balonmano sueco, que jugaba de extremo izquierdo. Su último equipo fue el SL Benfica. Fue un componente de la selección de balonmano de Suecia.

## Biografía
Desde los inicios de su carrera deportiva destacó por su altura y envergadura, superior a los 2 metros, que le permitían ocupar posiciones defensivas como el avanzado o el segundo, haciéndolo un extremo "único" para la época.
Se formó como jugador en las categorías inferiores del Vaxjo HF hasta su fichaje por el IK Sävehof al cumplir 18 años.
2 años en el club siendo importante en la rotación y dando destellos de calidad y madurez a pesar de su corta edad llamaron la atención de los grandes clubes de Europa.
Su llegada al Balonmano Ciudad Real lo convirtió en estrella, consolidandose como uno de los mejores extremos izquierdos del mundo.  
Su "prime" coincidió con la época dorada del club, en donde en 9 temporadas en el equipo manchego consiguió 3 Copa de Europa y numerosos títulos nacionales. Además, fue uno de los protagonistas del partido de vuelta de la final de la Copa de Europa en el año 2009 contra el THW Kiel, conocido como "El milagro del Quijote Arena" , dónde el club se proclamó campeón de una forma épica después de remontar una diferencia de 5 goles.
Se convirtió en ídolo de la afición siendo un emblema del club hasta su desaparición en 2011 por temas económicos. 
La posterior unificación con el Club Balonmano Atlético de Madrid
hizo que Jonas fichará por el equipo madrileño, consiguiendo asi 2 Copa del Rey y 1 Campeonato Mundial de Clubes.
La desaparición de la sección por impagos a Hacienda en 2013 provocó que Källman quedará libre.
La llegada del sueco al SC Pick Szeged húngaro, club que aposto por el entrenador Juan Carlos Pastor, que pidió el fichaje de Jonas.
El resto es historia.
Jonas vivió una segunda etapa dorada, siendo estrella y capitán, convirtiendo al club en campeón de la
Copa EHF en 2014 y consiguiendo 1 Liga húngara en 2018 después de 11 años de egemonía del Veszprém KC. Otra Copa húngara en 2019 y una última liga en 2021 convirtieron a Jonas en leyenda absoluta, considerado como el extranjero más influyente en la historia del club, después de militar sus filas durante 8 años.
El paso de Källman por Ciudad Real fue el más importante de su carrera, pero su llegada a Szeged provocó la época dorada del club, lo que provocó que volviera a ser importante en Hungría y convirtiéndolo en habitual en la Copa de Europa hasta el dia de hoy. El número 8 fue retirado por el Szeged cuando Jonas anunció su retirada, siendo el primero en la historia del club.
Su último equipo fue el SL Benfica. El club luso buscaba veteranía en el sueco para liderar una plantilla joven y ambiciosa. A sus 41 años se proclamó campeón de la Liga Europea de la EHF en 2022 teniendo un papel fundamental y asi finalizando su carrera como jugador profesional.
Como resumen, su figura marcó un antes y un después en la posición, siendo uno de los jugadores clave si hablamos de la evolución y la variación de las características físicas de los extremos en el balonmano actual. Sin tener una calidad excelsa ni ser un goleador nato, su inteligencia y sus cualidades defensivas han hecho que Jonas sea uno de los mejores y más influyentes extremos izquierdos de la historia.

## Clubes
| Club               | País     | Año         |
| ------------------ | -------- | ----------- |
| IFK Skövde         | Suecia   | 2000 - 2002 |
| BM Ciudad Real     | España   | 2002 - 2011 |
| Atlético de Madrid | España   | 2011 - 2013 |
| IFK Skövde         | Suecia   | 2013 - 2014 |
| SC Pick Szeged     | Hungría  | 2014 - 2021 |
| SL Benfica         | Portugal | 2021 - 2023 |

## Palmarés

### BM Ciudad Real
- Campeón Liga ASOBAL 2003-2004, 2006-2007, 2007-2008, 2008-2009, 2009-2010
- Subcampeón Liga ASOBAL 2004-2005, 2005-2006.
- Campeón Copa del Rey 2002-2003, 2007-2008.
- Subcampeón Copa del Rey 2005-2006, 2008-2009.
- Campeón Copa ASOBAL 2003-2004, 2004-2005, 2005-2006, 2006-2007, 2007-2008, 2010-2011.
- Campeón Supercopa de España 2004-2005, 2007-2008, 2010-2011.
- Subcampeón Supercopa de España 2008-2009, 2009-2010.
- Campeón Copa de Europa 2005-2006, 2007-2008, 2008-2009.
- Subcampeón Copa de Europa 2004-2005.
- Campeón Supercopa de Europa 2005-2006, 2006-2007, 2008-2009.

### Atlético de Madrid
- Supercopa de España 2011-2012.
- Subcampeón Supercopa de España 2012-13.
- Copa del Rey 2011-12, 2012-13.
- Subcampeón Liga ASOBAL 2011-12, 2012-13.
- Subcampeón Copa de Europa 2011-12.
- Subcampeón Copa ASOBAL 2012-13
- Mundial de Clubes (2012).

### Pick Szeged
- Liga húngara de balonmano (2): 2018, 2021
- Copa de Hungría de balonmano (1): 2019

### Benfica
- Liga Europea de la EHF (1): 2022

### Selección nacional
- Medalla de Bronce en el Campeonato Mundial de Balonmano Masculino Junior de 2001.
- Medalla de plata en los Juegos Olímpicos de 2012.

### Méritos y distinciones
- En el equipo ideal del campeonato del mundo júnior de balonmano 2001.
- Mejor jugador sueco de la temporada 2008-09.

- Datos: Q580491
- Multimedia: Jonas Källman / Q580491